# Sonatine
Sonatine (ソナチネ, Sonachine) és una pel·lícula japonesa del 1993 sobre la yakuza, escrita, muntada i protagonitzada per Takeshi Kitano. Va guanyar nombrosos premis i va esdevenir el film de més èxit i elogiat de la filmografia de Kitano fins aquell moment.

## Trama
Kitano interpreta a Murakawa, un executor de la yakuza de Tòquio cansat de la vida de gàngster. Aquest és enviat pel seu cap a Okinawa, presumptament per fer de mitjancer d'una disputa entre els seus aliats, els clans Nakamatsu i Anan. Murakawa sospita obertament sobre aquesta assignació com un intent d'eliminar-lo a ell i als seus companys; Takahashi també recela de la missió però finalment també hi va amb els seus homes. Un cop a Okinawa veuen que la disputa és insignificant, i mentre es pregunten per què han estat enviats allà, la seva seu provisional és bombardejada i és aleshores quan comença la disputa, que deixa diversos dels seus homes morts.
Els supervivents fugen a una caseta al costat de la platja que pertany a un germà d'un dels membres del clan Nakamatsu i allà decideixen esperar que finalitzi el conflicte. Allà motivats per Murakawa passen les hores a la platja, enmig de bromes i jocs infantils que freqüentment tenen un vessant violent, com ara petites batalles amb focs d'artifici o la ruleta russa.

## Càsting
- Takeshi Kitano Com a Murakawa
- Aya Kokumai Com a Miyuki
- Tetsu Watanabe Com a Uechi
- Masanobu Katsumura Com a Ryōji
- Susumu Terajima Com a Ken
- Ren Ōsugi Com a Katagiri
- Tonbo Zushi Com a Kitajima
- Ken'ichi Yajima Com a Takahashi
- Eiji Minakata Com a sicari

## Producció
La pel·lícula va ser concebut amb quatre escenes bàsiques; la Yakuza havent d'anar a Okinawa, la Yakuza arribant a Okinawa, l'escena de l'autometralladora i el tret suïcida del protagonista. Kitano va dir que la seva tècnica de tir és espontània dins dels paràmetres que li va permetre la pel·lícula per omplir l'espai buit entre aquestes quatre escenes entre si.
El títol Sonatine ve del terme musical sonatina. Kitano va dir que quan aprenia a tocar el piano, arriba un moment en què s'arriba a les sonatines i l'aprenent ha de decidir cap a on vol continuar, si cap a el clàssic, jazz o música popular; marcant doncs un punt de decisió crucial del que farà. Aquest punt es refereix al personatge de Murakawa en la pel·lícula.
El cartell de la pel·lícula és un potser d'un peix napoleó travessat amb una llança. Kitano va dir que aquest tipus de peixos eren molt comuns a l'oceà del sud del Japó, però han estat decreixent. Va utilitzar la imatge senzillament perquè el contrast del peix clavat s'assemblava a ell.

## Banda sonora
La banda sonora de Sonatine va ser composta per Joe Hisaishi. Va guanyar el Premi de l'acadèmia japonesa del 1994. La banda sonora de CD va ser publicada per Toshiba EMI el 1993, i posteriorment a França per Milan Records.
1. "Sonatine I (Act of Violence)" - 3.41
2. "Light and Darkness" - 6.49
3. "Play on the Sands" - 4.44
4. "Rain After That" - 0.27
5. "On the Fullmoon of Mystery" - 2.29
6. "Into a Trance" - 3.18
7. "Sonatine II (In the Beginning)" - 6.35
8. "Magic Mushroom" - 2.52
9. "Eye Witness" - 5.27
10. "Runaway Trip" - 1.33
11. "Moebius Band" - 4.47
12. "Die Out of Memories" - 2.54
13. "See You..." - 1.58
14. "Sonatine III (Be Over)" - 3.47

## Acollida, crítica i taquilla
Sonatine va ser un fracàs comercial quan es va estrenar inicialment al Japó on Kitano era només percebut com un popular comediant owarai, i el públic no estava preparat, ni va ser capaç d'acceptar-lo com un gàngster creïble de cinema negre. Tanmateix, Kitano encara no era famós a l'estranger i la pel·lícula es va beneficiar d'aquesta situació, especialment al mercat europeu.
L'acollida per part de la crítica occidental va ser generalment positiva. A Rotten Tomatoes suma un 88% de 25 crítics professionals fent una valoració positiva, amb una mitjana de 7.4 sobre 10. Roger Ebert, que va donar a la pel·lícula 3,5 de 4 estrelles, va dir que el film mostra que les pel·lícules de gàngster no necessiten tenir "diàlegs estúpids, acció sense pausa i gore gratuït" i que li va recordar a Le Samouraï. Rob Mackie del The Guardian el va anomenar com "una obra llarga contemplativa i pacífica, esquitxada per moments de violència extrema" i li va donar quatre de cinc estrelles. Scott Tobias de The A.V. Club escriu la pel·lícula com "una inhalació d'aire fresc del vell gènere yakuza (...)" Complex situa a Sonatine segona a la seva llista de les 25 millors pel·lícules de Yakuza, darrere de Jingi Naki Tatakai. Jasper Sharp, escrivint pel British Film Institut, la va posar com una de les 10 millors pel·lícules japoneses de gàngsters.

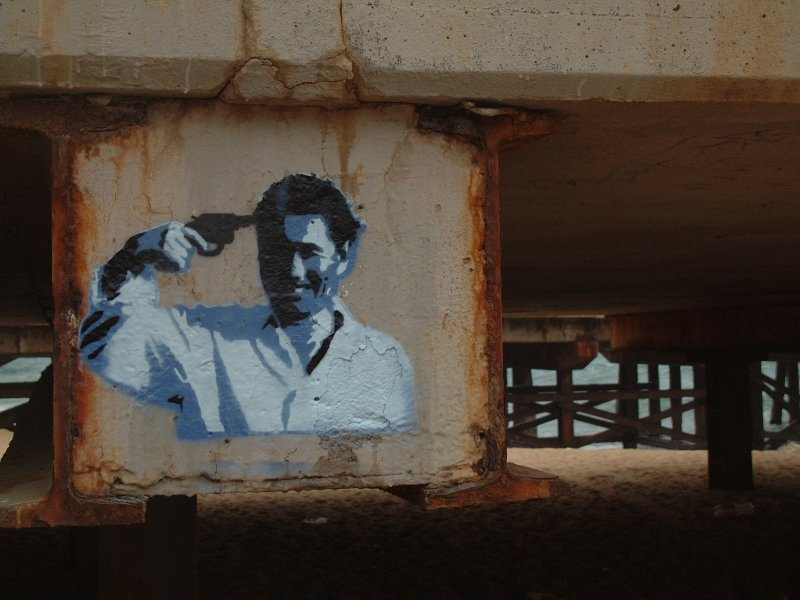
Graffiti d'una escena del film (Sant Adrià de Besòs).

Sonatine va ser projectada a la secció "Un Certain Regard" del Festival de Cinema de Cannes de 1993 L'Editor francès i aficionat al cinema, Jean-Pierre Dionnet (Canal+ / Studio Canal), va informar a una entrevista, que algú va convèncer Alain Delon per mirar Sonatine argumentant que Kitano era un aficionat de Le Samouraï protagonitzat per ell. Delon va quedar sorprés i parlant sobre l'actuació de Kitano, va dir "Que és això? [...], això no és un actor [...], només té tres expressions facials i ell gairebé no parla." La majoria de professionals al voltant de Dionnet van tenir la mateixa reacció, però l'editor francès havia quedat colpejat i desconcertat per aquest gènere nou. Va contactar amb el distribuïdor japonès per tal de comprar la llicència per Sonatine, però la seva petició va ser refusada. Dionnet Va haver d'insistir diversos mesos per finalment descobrir que Shochiku no volia publicar Sonatine a l'estranger, dient que la pel·lícula era "massa japonesa" i no seria acceptada, ni entesa, per audiències occidentals malgrat haver fracassat també comercialment al Japó. Dionnet va arribar a un acord amb Shochiku argumentant que el públic francès no coneixia la carrera de Kitano i acceptaria el seu caràcter violent més fàcilment. Va comprar Sonatine i tres pel·lícules més de Kitano: Violent Cop, Boiling Point i més tard, Kids Return. El 1995, Sonatine va entrar al 13è Festival du Film Policier de Cognac a França, on va ser lloada per la crítica. Sonatine, seguida per les altres tres pel·lícules van ser retransmeses al canal francès Canal+ uns quants mesos més tard. Dos anys després al canal Franco-Alemany Arte i seguida al cap de poc de la publicació, incloent un DVD disponible a la col·lecció de Dionnet "Asian Classics".
A Nord Amèrica Sonatine va ser estrenada als cinemes a l'abril de 1998 i dos anys després Quentin Tarantino va publicar la pel·lícula en una edició subtitulada com a part de la seva col·lecció Rolling Thunder Pictures.

## Premis
Sonatine va guanyar el Cariddi D'oro premi per la millor pel·lícula el 1993 al Taormina Film Fest. Aya Kokumai va rebre el premi al millor debut als 3rs Japan Film Professional Awards per la seva actuació. La banda sonora de la pel·lícula va guanyar el Premi de l'Acadèmia japonesa per la seva música el 1994. L'any 1995, va ser premiat amb l'elecció de la crítica al Festival du Film Policier de Cognac.